# Neuvy-Deux-Clochers
 Neuvy-Deux-Clochers  es una población y comuna francesa, situada en la región de  Centro, departamento de Cher, en el distrito de Bourges y cantón de Henrichemont.

## Demografía
| 475 | 422 | 384 | 345 | 305 | 282 |
| Para los censos de 1962 a 1999 la población legal corresponde a la población sin duplicidades (Fuente: INSEE [Consultar]) |     |     |     |     |     |